# Детские сексуальные игры
Детские сексуальные игры — стадия развития сексуальности человека, относящаяся к периоду детской сексуальности. Детские сексуальные игры раскрывают поведенческий аспект детской сексуальности и достаточно широко распространены среди детей в возрасте 3—7 лет. Детские сексуальные игры также являются формой становления гендерной идентичности человека. Наблюдаемые проявления детских сексуальных игр обширны и включает в себя сексуальные действия с куклами, другими детьми, взаимные демонстрации, а также имитирования полового акта.
Эмпирических данных о детском сексуальном развитии существует немного, преимущественно они получены от взрослых — методом наблюдения или ретроспективно. Представления о проявлениях детской сексуальности, в частности, детских сексуальных играх, дискуссионны.

## Описание
По результатам различных исследований, от 45 до 85 процентов детей вовлечены в сексуальные игры в дошкольном и младшем школьном возрасте. Считается, что сексуальные игры с другими детьми являются частью социализации и продолжением игры со своими гениталиями. Игры типично происходят с друзьями-ровесниками одного или разных полов.
Субъективно дети не воспринимают подобные игры как эротические или сексуальные, поскольку в данном возрасте не способны к дифференциации сексуального возбуждения от характера другого телесного возбуждения (например, дети часто описывают ощущения от прикосновения к половым органам как щекотку) и выработке концептуального понятия сексуальности, что не позволяет относить сексуальные действия к сфере интимности.

## Виды детских сексуальных игр
Содержание детских сексуальных игр может варьироваться в зависимости от исторического временного промежутка и общества, поскольку игровые сюжеты заимствуются из культуры.
Крайней степенью выраженности может являться табу на совместные игры сиблингов, что наблюдается у племен островов Самоа (по этнографическим исследованиям детства Маргарет Мид). Начиная с 9 лет братьям и сестрам запрещено есть вместе, сидеть рядом, запросто обращаться друг к другу. Этот запрет продолжается в течение взрослости и до глубокой старости, когда они перестанут испытывать смущение в присутствии друг друга.
В европейской культуре выделяются следующие содержания детских сексуальных игр:
- Игры с куклами, где ребёнок развивает сюжет с сексуальным подтекстом. Часто они содержат проигрывание стереотипных семейных отношений, кроме того, истории измены, сюжеты похищения, развитие отношений начальника и подчиненного и другие фантазийные сюжеты, взятые ребенком из наблюдаемого в мире взрослых. При этом выбранные куклы могут быть противоположного или одного пола, для ребенка более значимой является разворачивающаяся последовательность действий и развитие сюжетной истории, что дополнительно доказывает отсутствие истинного сексуального смысла в детских сексуальных играх.
- Сюжетно-ролевые игры, на любом из этапов которых есть сексуальные элементы. Наиболее распространенным сюжетом является игра в доктора, где один ребенок берет на себя роль доктора или медсестры, а другой становится пациентом. Суть игры заключается в рассматривании тела пациента, а сюжет — той основой, которая делает эти действия допустимыми[6]. Также распространены игры в семью, где, помимо обыгрывания ролевой структуры семьи, могут имитироваться сцены полового акта.
- Игры-демонстрации, основанные на принципе «покажи мне свое и я покажу, что есть у меня»[1]: совместные раздевания и рассматривания тела другого, не требующие принятия каких-либо ролей.

После достижения 6/7-летнего возраста сексуальные игры становятся менее заметны для взрослых. Однако они не сходят на нет, скорее, общий уровень развития, и, в частности, уровень развития сознания и произвольности, приводящий к понимаю культурных норм, усложняет поведение детей и позволяет им совершать такие действия тайно от родителей.

## Мотивы и цели детских сексуальных игр
Мотивами внимания детей к телу, половым органам и совершаемым с ними действиям являются любопытство, познавательный и исследовательский интерес. Цель такого поведения — приобретение знаний. Кроме того, значимыми мотивами становятся действия по подражанию взрослым. Степень выраженности детской сексуальности и частоты сексуальных игр зависит от общей сексуальной напряженности, которая есть в семейном контексте. Также важным социальным мотивом выступает стремление ребенка принять на себя роль взрослого, что служит задаче ориентации в социальных отношениях. Детские сексуальные игры совпадают с периодом расцвета сюжетно-ролевых игр, которые важны для психического развития ребенка в целом, и строятся с ними в одинаковой логике.

## Влияние детских сексуальных игр на развитие
По результатам ретроспективных и лонгитюдных исследований, вовлечённость в сексуальные игры, совершаемые в детстве, не оказывает последующего влияния на сексуальное поведение, психологическое благополучие и социальную адаптацию человека.